# 文莊里
文莊里，是臺灣臺中市北區所轄的一里。

## 地理
位於北區南側，西為中達里，北與邱厝里接壤，東為光大里。

## 設施

### 學校
- 臺中二中